# Morales del Vino
Morales del Vino é um município da Espanha na província de Zamora, comunidade autónoma de Castela e Leão, de área 24 km² com população de 2345 habitantes (2007) e densidade populacional de 102 hab/km².

## Demografia
| Variação demográfica do município entre 1991 e 2007 | Variação demográfica do município entre 1991 e 2007 | Variação demográfica do município entre 1991 e 2007 | Variação demográfica do município entre 1991 e 2007 |
| --------------------------------------------------- | --------------------------------------------------- | --------------------------------------------------- | --------------------------------------------------- |
| 1991                                                | 1996                                                | 2001                                                | 2004                                                |
|                                                     | 1192                                                | 1440                                                | 1807                                                |